# Tweede Kamerverkiezingen in het kiesdistrict Delft (1850-1888)
Tweede Kamerverkiezingen in het kiesdistrict Delft (1850-1888) geeft een overzicht van verkiezingen voor de Nederlandse Tweede Kamer in het kiesdistrict Delft in de periode 1850-1888.
Het kiesdistrict Delft was al ingesteld in 1848. De indeling van het kiesdistrict werd in 1850 gewijzigd bij de invoering van de Kieswet. Tot het kiesdistrict behoorden vanaf dat moment de volgende gemeenten: Abbenbroek, Abtsregt, Ackersdijk en Vrouwenregt, Biert, Brielle, De Lier, Delfshaven, Delft, Geervliet, Groeneveld, Heenvliet, Hekelingen, Hellevoetsluis, Hodenpijl, Hof van Delft, Kethel en Spaland, Maasland, Maassluis, Naaldwijk, Naters, Nieuw-Helvoet, Nieuwenhoorn, Nieuwland, Kortland en 's-Graveland, Nootdorp, Oostvoorne, Oud- en Nieuw-Mathenesse, Oude en Nieuwe Struiten, Oudenhoorn, Overschie,Pijnacker, Rockanje, Rozenburg, Schiebroek, Schiedam, Schipluiden, Schuddebeurs en Simonshaven, Sint Maartensregt, Spijkenisse, Stompwijk, Vierpolders, Vlaardingen, Vlaardingerambacht, Vrijenban, Wateringen, Zuidland, Zouteveen en Zwartewaal. 
In 1858 werd de indeling van het kiesdistrict gewijzigd. Een gedeelte van de kiesdistricten Gouda (de gemeenten Berkel en Rodenrijs, Bleiswijk, Boskoop, Moerkapelle, Zegwaart, Zevenhuizen en Zoetermeer) en 's-Gravenhage (de gemeenten 's-Gravenzande en Monster) werd toegevoegd aan het kiesdistrict Delft.
In 1864 werd de indeling van het kiesdistrict wederom gewijzigd. De gemeenten Delfshaven, Oud- en Nieuw-Mathenesse, Overschie, Schiebroek en Schiedam werden toegevoegd aan het kiesdistrict Rotterdam.
In 1869 werd de indeling van het kiesdistrict wederom gewijzigd. De gemeenten Abbenbroek, Brielle, Geervliet, Heenvliet, Hekelingen, Hellevoetsluis, Nieuw-Helvoet, Nieuwenhoorn, Oostvoorne, Oudenhoorn, Rockanje, Rozenburg, Spijkenisse, Vierpolders, Zuidland en Zwartewaal werden toegevoegd aan het kiesdistrict Brielle. Tevens werd een gedeelte van de kiesdistricten 's-Gravenhage (de gemeenten Veur en Voorburg) en Rotterdam (de gemeenten Overschie, Schiebroek en Schiedam) toegevoegd aan het kiesdistrict Delft.
In 1878 werd de indeling van het kiesdistrict wederom gewijzigd. De gemeente Schiedam werd toegevoegd aan het kiesdistrict Rotterdam. Een gedeelte van de kiesdistricten 's-Gravenhage (de gemeenten Loosduinen en Rijswijk) en Rotterdam (de gemeente Hillegersberg) werd toegevoegd aan het kiesdistrict Delft.
Het kiesdistrict Delft was in deze periode een meervoudig kiesdistrict: het vaardigde twee leden af naar de Tweede Kamer. Om de twee jaar trad een  van de leden af; er werd dan een periodieke verkiezing gehouden voor de vrijgevallen zetel. Bij algemene verkiezingen (na ontbinding van de Tweede Kamer) bracht elke kiezer twee stemmen uit. Om in de eerste verkiezingsronde gekozen te worden moest een kandidaat minimaal de districtskiesdrempel behalen; indien nodig werd een tweede ronde gehouden.
Legenda
- cursief: in de eerste verkiezingsronde geplaatst voor de tweede ronde;
- vet: gekozen als lid van de Tweede Kamer.

## 27 augustus 1850
De verkiezingen waren algemene verkiezingen; zij werden gehouden na ontbinding van de Tweede Kamer na inwerkingtreding van de Kieswet.
|                    | 27 augustus |
| ------------------ | ----------- |
| Kiesgerechtigden   | 2.548       |
| Opkomst            | 1.899       |
| Geldige stemmen    | 3.697       |
| Blanco stemmen     | 47          |
| Kiesdrempel        | 924         |
| Kandidaten         |             |
| K.A. Poortman      | 1.161       |
| W. Wintgens        | 813         |
| S.H. Anemaet       | 726         |
| H.A.A. van Berckel | 513         |
| P. Loopuyt         | 35          |
| R.J.C. Metelerkamp | 31          |
| G. Simons          | 31          |
| Æ. Mackay          | 30          |
| C. Hoekwater       | 27          |

## 19 september 1850
Sebastiaan Anemaet was bij de verkiezingen van 27 augustus 1850 tevens kandidaat in het kiesdistrict Zierikzee, waar hij gekozen werd. De tweede ronde van de verkiezingen in Delft kon daarom niet plaatsvinden. Als gevolg hiervan werd in Delft voor de ontstane vacature een naverkiezing gehouden.
|                    | 19 september |
| ------------------ | ------------ |
| Kiesgerechtigden   | 2.548        |
| Opkomst            | 1.551        |
| Geldige stemmen    | 1.543        |
| Blanco stemmen     | 2            |
| Kandidaten         |              |
| W. Wintgens        | 1.065        |
| H.A.A. van Berckel | 330          |
| J.A. de Fremery    | 41           |
| S.H. Anemaet       | 27           |

## 8 juni 1852
De verkiezingen waren periodieke verkiezingen; zij werden gehouden vanwege de afloop van de zittingstermijn van een gekozen lid.
|                         | 8 juni |
| ----------------------- | ------ |
| Kiesgerechtigden        | 2.549  |
| Opkomst                 | 1.187  |
| Geldige stemmen         | 1.173  |
| Blanco stemmen          | 14     |
| Kandidaten              |        |
| K.A. Poortman           | 953    |
| G. Groen van Prinsterer | 80     |
| H.A.A. van Berckel      | 47     |

## 17 mei 1853
De verkiezingen waren algemene verkiezingen; zij werden gehouden na ontbinding van de Tweede Kamer.
|                  | 17 mei |
| ---------------- | ------ |
| Kiesgerechtigden | 2.556  |
| Opkomst          | 2.123  |
| Geldige stemmen  | 4.210  |
| Blanco stemmen   | 18     |
| Kiesdrempel      | 1.053  |
| Kandidaten       |        |
| W. Wintgens      | 1.443  |
| C. Hoekwater     | 1.148  |
| K.A. Poortman    | 747    |
| A.M. de Rouville | 705    |
| L. Metman        | 83     |

## 13 juni 1854
De verkiezingen waren periodieke verkiezingen; zij werden gehouden vanwege de afloop van de zittingstermijn van een gekozen lid.
|                  | 13 juni |
| ---------------- | ------- |
| Kiesgerechtigden | 2.556   |
| Opkomst          | 1.406   |
| Geldige stemmen  | 1.399   |
| Blanco stemmen   | 4       |
| Kandidaten       |         |
| W. Wintgens      | 1.073   |
| K.A. Poortman    | 268     |

## 10 juni 1856
De verkiezingen waren periodieke verkiezingen; zij werden gehouden vanwege de afloop van de zittingstermijn van een gekozen lid.
|                     | 10 juni |
| ------------------- | ------- |
| Kiesgerechtigden    | 2.722   |
| Opkomst             | 1.635   |
| Geldige stemmen     | 1.625   |
| Blanco stemmen      | 8       |
| Kandidaten          |         |
| C. Hoekwater        | 906     |
| K.A. Poortman       | 552     |
| J.C. van den Honert | 75      |

## 8 juni 1858
De verkiezingen waren periodieke verkiezingen; zij werden gehouden vanwege de afloop van de zittingstermijn van een gekozen lid.
|                  | 8 juni |
| ---------------- | ------ |
| Kiesgerechtigden | 2.717  |
| Opkomst          | 1.062  |
| Geldige stemmen  | 1.039  |
| Blanco stemmen   | 23     |
| Kandidaten       |        |
| W. Wintgens      | 907    |

## 12 juni 1860
De verkiezingen waren periodieke verkiezingen; zij werden gehouden vanwege de afloop van de zittingstermijn van een gekozen lid.
|                    | 12 juni | 26 juni |
| ------------------ | ------- | ------- |
| Kiesgerechtigden   | 2.859   | 2.859   |
| Opkomst            | 1.419   | 2.217   |
| Geldige stemmen    | 1.404   | 2.210   |
| Blanco stemmen     | 15      | 9       |
| Kandidaten         |         |         |
| C. Hoekwater       | 662     | 1.449   |
| H.G.C.L. Janssens  | 606     | 761     |
| R.J.C. Metelerkamp | 83      |         |

## 10 juni 1862
De verkiezingen waren periodieke verkiezingen; zij werden gehouden vanwege de afloop van de zittingstermijn van een gekozen lid.
|                         | 10 juni |
| ----------------------- | ------- |
| Kiesgerechtigden        | 2.944   |
| Opkomst                 | 1.045   |
| Geldige stemmen         | 1.028   |
| Blanco stemmen          | 14      |
| Kandidaten              |         |
| W. Wintgens             | 923     |
| G. Groen van Prinsterer | 39      |

## 14 juni 1864
De verkiezingen waren periodieke verkiezingen; zij werden gehouden vanwege de afloop van de zittingstermijn van een gekozen lid.
|                    | 14 juni |
| ------------------ | ------- |
| Kiesgerechtigden   | 2.763   |
| Opkomst            | 1.743   |
| Geldige stemmen    | 1.651   |
| Blanco stemmen     | 81      |
| Kandidaten         |         |
| C. Hoekwater       | 971     |
| J.L. de Bruyn Kops | 369     |
| J. de Neufville    | 260     |

## 12 juni 1866
De verkiezingen waren periodieke verkiezingen; zij werden gehouden vanwege de afloop van de zittingstermijn van een gekozen lid.
|                     | 12 juni | 26 juni |
| ------------------- | ------- | ------- |
| Kiesgerechtigden    | 2.759   | 2.759   |
| Opkomst             | 1.483   | 1.639   |
| Geldige stemmen     | 1.464   | 1.630   |
| Blanco stemmen      | 18      | 6       |
| Kandidaten          |         |         |
| W. Wintgens         | 630     | 1.139   |
| W.T. Gevers Deynoot | 411     | 491     |
| L.W.C. Keuchenius   | 371     |         |

## 30 oktober 1866
De verkiezingen waren algemene verkiezingen; zij werden gehouden na ontbinding van de Tweede Kamer.
|                         | 30 oktober | 13 november |
| ----------------------- | ---------- | ----------- |
| Kiesgerechtigden        | 2.759      | 2.759       |
| Opkomst                 | 2.169      | 1.949       |
| Geldige stemmen         | 4.297      | 3.833       |
| Blanco stemmen          | 42         | 57          |
| Kiesdrempel             | 1.074      | 958         |
| Kandidaten              |            |             |
| W. Wintgens             | 959        | 1.216       |
| C. Hoekwater            | 887        | 1.176       |
| P.P. van Bosse          | 668        | 734         |
| J.L. de Bruyn Kops      | 680        | 707         |
| L.W.C. Keuchenius       | 357        |             |
| G. Groen van Prinsterer | 353        |             |
| D.J. Ammerlaan          | 161        |             |
| J. van Woerden          | 109        |             |

## 22 januari 1868
De verkiezingen waren algemene verkiezingen; zij werden gehouden na ontbinding van de Tweede Kamer.
|                         | 22 januari | 4 februari |
| ----------------------- | ---------- | ---------- |
| Kiesgerechtigden        | 2.842      | 2.842      |
| Opkomst                 | 1.969      | 2.213      |
| Geldige stemmen         | 3.864      | 4.354      |
| Blanco stemmen          | 68         | 56         |
| Kiesdrempel             | 966        | 1.089      |
| Kandidaten              |            |            |
| J. van Kuyk             | 762        | 1.316      |
| J.L. Nierstrasz         | 676        | 1.220      |
| J.L. de Bruyn Kops      | 847        | 871        |
| K.A. Rombach            | 855        | 762        |
| G. Groen van Prinsterer | 267        |            |
| I. Esser                | 239        |            |
| C.C.E. d' Engelbronner  | 41         |            |
| R.J.C. Metelerkamp      | 40         |            |

## 8 juni 1869
De verkiezingen waren periodieke verkiezingen; zij werden gehouden vanwege de afloop van de zittingstermijn van een gekozen lid.
|                    | 8 juni |
| ------------------ | ------ |
| Kiesgerechtigden   | 2.650  |
| Opkomst            | 1.951  |
| Geldige stemmen    | 1.927  |
| Blanco stemmen     | 21     |
| Kandidaten         |        |
| J.L. Nierstrasz    | 1.046  |
| R.J.C. Metelerkamp | 717    |
| I. Esser           | 153    |

## 13 juni 1871
De verkiezingen waren periodieke verkiezingen; zij werden gehouden vanwege de afloop van de zittingstermijn van een gekozen lid.
|                    | 13 juni |
| ------------------ | ------- |
| Kiesgerechtigden   | 2.746   |
| Opkomst            | 1.810   |
| Geldige stemmen    | 1.786   |
| Blanco stemmen     | 23      |
| Kandidaten         |         |
| J. van Kuyk        | 1.108   |
| R.J.C. Metelerkamp | 425     |
| A. Kuyper          | 238     |

## 10 juni 1873
De verkiezingen waren periodieke verkiezingen; zij werden gehouden vanwege de afloop van de zittingstermijn van een gekozen lid.
|                   | 10 juni | 24 juni |
| ----------------- | ------- | ------- |
| Kiesgerechtigden  | 2.874   | 2.874   |
| Opkomst           | 1.958   | 2.199   |
| Geldige stemmen   | 1.942   | 2.173   |
| Blanco stemmen    | 12      | 21      |
| Kandidaten        |         |         |
| J.L. Nierstrasz   | 900     | 1.187   |
| C.J. Vaillant     | 690     | 986     |
| L.W.C. Keuchenius | 327     |         |

## 8 juni 1875
De verkiezingen waren periodieke verkiezingen; zij werden gehouden vanwege de afloop van de zittingstermijn van een gekozen lid.
|                               | 8 juni | 22 juni |
| ----------------------------- | ------ | ------- |
| Kiesgerechtigden              | 2.995  | 2.995   |
| Opkomst                       | 2.551  | 2.532   |
| Geldige stemmen               | 2.541  | 2.498   |
| Blanco stemmen                | 7      | 27      |
| Kandidaten                    |        |         |
| F. de Casembroot              | 1.116  | 1.381   |
| C.J. Vaillant                 | 926    | 1.117   |
| W. von Wrangel auf Lindenberg | 491    |         |

## 12 juni 1877
De verkiezingen waren periodieke verkiezingen; zij werden gehouden vanwege de afloop van de zittingstermijn van een gekozen lid.
|                               | 12 juni | 26 juni |
| ----------------------------- | ------- | ------- |
| Kiesgerechtigden              | 3.175   | 3.175   |
| Opkomst                       | 2.333   | 2.503   |
| Geldige stemmen               | 2.311   | 2.476   |
| Blanco stemmen                | 21      | 26      |
| Kandidaten                    |         |         |
| A.M. Schagen van Leeuwen      | 964     | 1.416   |
| S. Gille Heringa              | 893     | 1.060   |
| W. von Wrangel auf Lindenberg | 397     |         |
| O.W. Star Numan               | 45      |         |

## 10 juni 1879
De verkiezingen waren periodieke verkiezingen; zij werden gehouden vanwege de afloop van de zittingstermijn van een gekozen lid.
|                       | 10 juni | 24 juni |
| --------------------- | ------- | ------- |
| Kiesgerechtigden      | 3.174   | 3.174   |
| Opkomst               | 2.327   | 2.178   |
| Geldige stemmen       | 2.309   | 2.117   |
| Blanco stemmen        | 15      | 43      |
| Kandidaten            |         |         |
| F. de Casembroot      | 1.059   | 1.279   |
| H. Seret              | 689     | 838     |
| H.D. Levyssohn Norman | 535     |         |

## 14 juni 1881
De verkiezingen waren periodieke verkiezingen; zij werden gehouden vanwege de afloop van de zittingstermijn van een gekozen lid.
|                          | 14 juni |
| ------------------------ | ------- |
| Kiesgerechtigden         | 3.263   |
| Opkomst                  | 2.575   |
| Geldige stemmen          | 2.558   |
| Blanco stemmen           | 12      |
| Kandidaten               |         |
| J.C. Fabius              | 1.675   |
| A.M. Schagen van Leeuwen | 871     |

## 12 juni 1883
De verkiezingen waren periodieke verkiezingen; zij werden gehouden vanwege de afloop van de zittingstermijn van een gekozen lid.
|                               | 12 juni | 26 juni |
| ----------------------------- | ------- | ------- |
| Kiesgerechtigden              | 3.386   | 3.386   |
| Opkomst                       | 2.694   | 2.896   |
| Geldige stemmen               | 2.684   | 2.853   |
| Blanco stemmen                | 9       | 39      |
| Kandidaten                    |         |         |
| A.H.M. van Berckel            | 1.031   | 1.468   |
| A.E.J. Modderman              | 918     | 1.385   |
| G.J.T. Beelaerts van Blokland | 730     |         |

## 28 oktober 1884
De verkiezingen waren algemene verkiezingen; zij werden gehouden na ontbinding van de Tweede Kamer.
|                          | 28 oktober | 11 november |
| ------------------------ | ---------- | ----------- |
| Kiesgerechtigden         | 3.383      | 3.383       |
| Opkomst                  | 2.844      | 3.052       |
| Geldige stemmen          | 4.567      | 5.945       |
| Blanco stemmen           | 1.113      | 119         |
| Kiesdrempel              | 1.142      | 1.486       |
| Kandidaten               |            |             |
| J.C. Fabius              | 728        | 1.932       |
| A.H.M. van Berckel       | 1.172      | 1.854       |
| W.T.C. van Doorn         | 1.028      | 1.123       |
| A.J.W. Farncombe Sanders | 984        | 1.036       |
| S. van Velzen            | 627        |             |

## 15 juni 1886
De verkiezingen waren algemene verkiezingen; zij werden gehouden na ontbinding van de Tweede Kamer.
|                       | 15 juni |
| --------------------- | ------- |
| Kiesgerechtigden      | 3.622   |
| Opkomst               | 3.258   |
| Geldige stemmen       | 6.398   |
| Blanco stemmen        | 106     |
| Kiesdrempel           | 1.600   |
| Kandidaten            |         |
| J.C. Fabius           | 1.960   |
| A.H.M. van Berckel    | 1.822   |
| W.T.C. van Doorn      | 1.311   |
| A.M. Maas Geesteranus | 1.279   |

## 12 april 1887
Jan Fabius, gekozen bij de verkiezingen van 15 juni 1886, trad op 23 maart 1887 af vanwege zijn bevordering tot kapitein. Om in de ontstane vacature te voorzien werd een tussentijdse verkiezing gehouden.
|                  | 12 april |
| ---------------- | -------- |
| Kiesgerechtigden | 3.622    |
| Opkomst          | 1.278    |
| Geldige stemmen  | 1.202    |
| Blanco stemmen   | 76       |
| Kandidaten       |          |
| J.C. Fabius      | 1.185    |

## 1 september 1887
De verkiezingen waren algemene verkiezingen; zij werden gehouden na ontbinding van de Tweede Kamer.
|                     | 1 september |
| ------------------- | ----------- |
| Kiesgerechtigden    | 3.583       |
| Opkomst             | 2.306       |
| Geldige stemmen     | 4.544       |
| Blanco stemmen      | 58          |
| Kiesdrempel         | 1.136       |
| Kandidaten          |             |
| J.C. Fabius         | 1.568       |
| A.H.M. van Berckel  | 1.509       |
| H. Goeman Borgesius | 698         |
| W. van der Kaay     | 692         |

## Voortzetting
Na de grondwetsherziening van 1887 werden de meervoudige kiesdistricten opgeheven; het kiesdistrict Delft werd derhalve omgezet in een enkelvoudig kiesdistrict. De gemeenten Boskoop en Moerkapelle werden toegevoegd aan het kiesdistrict Gouda, de gemeente Veur aan het kiesdistrict Katwijk, de gemeenten 's-Gravenzande, De Lier, Loosduinen, Maasland, Maassluis, Monster, Naaldwijk, Nootdorp, Rijswijk, Schipluiden, Stompwijk, Voorburg, Wateringen, Zegwaart en Zoetermeer aan het kiesdistrict Loosduinen en de gemeenten Kethel, Overschie, Schiebroek, Vlaardingen en Vlaardingerambacht aan het kiesdistrict Schiedam. Een gedeelte van het kiesdistrict Rotterdam (de gemeente Bergschenhoek) werd toegevoegd aan het kiesdistrict Delft.